# 페름의 문장
페름의 문장(러시아어: Герб Перми)은 러시아 페름에서 사용하는 공식 문장이다. 1998년 6월 9일 채택된 현재 문장은 빨간 바탕에 노란 성경을 등에 올리고 있는 은색 곰과, 곰 위쪽에 하얀색 사각형 별이 있다. 모습은 페름 변경주의 문장과 매우 유사하다.
문장의 모양은 여러 차례 바뀌었는데, 첫 번째 문장은 1783년 도입되었으며 1969년 소련 통치기에 변경되었다. 현재 사용하는 모양은 1783년 사용한 문장을 변형한 것이다.

## 모양 및 상징
곰 자체는 페름 지역 숲에 사는 동물이 풍부함을 상징하며, 은색인 이유는 금속, 소금, 대리암 등 페름에 존재하는 여러 암석 자원을 묘사한 것이다. 이 지역에 거주하는 코미인들이 곰과 관련한 전통 설화, 음악, 전설이 많고, 송곳니와 발톱은 애뮬럿으로서 사냥꾼들이 착용했으며, 곰을 기리기 위한 특별한 기념일도 있었다는 사실과 관련한 특별한 의미도 가지고 있다. 성경은 러시아 정교가 퍼져나갈 때 "기독교적 계몽"을 상징한다. 사각형 별은 태양을 묘사하는 것이며, 보호와 승리를 상징한다. 빨간 바탕은 페름 변경주의 수도로서의 페름의 입지를 나타낸다. 이러한 모습은 모스크바나 상트 페테르부르크의 문장에서도 볼 수 있다.

## 역사

### 첫째 문장

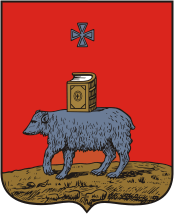
1783년부터 1969년까지 사용한 첫째 문장.

페름의 첫째 문장은 1783년 7월 17일 예카테리나 2세의 칙령을 통해 채택되었다. 은색 곰이 등에 금색 성경을 얹은 채로 빨간 바탕에 놓여 있었으며 사각형 별이 위에 있었다. 곰은 성경으로 상징되는 기독교 전파 이전 주민들의 야만성을 상징한다.
곰과 성경을 사용한 디자인은 알렉세이 미하일로비치가 차르일 때 문장으로 사용한 것이 기원이다. 문장의 제작자는 프란시스코 산티라고 기록되어 있다. 18세기 중반 페름현 정부는 의회에 문장의 초안을 제출했는데, 모양은 전체적으로 같으나 윗 부분에 왕관이 있었다.

### 둘째 문장

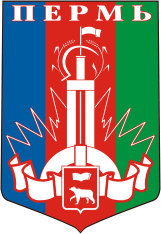
1969년부터 1998년까지 사용된 둘째 문장.

1967년 소련 통치기 페름 시 의회는 새 문장 공모전을 개최하였으며, 1968년까지 진행되었다. 승자는 1969년 9월 25일 발표되었으며, 여느 소련 도시와 유사한 요소를 많이 포함하고 있다. 도시의 산업 요소가 여럿 들어가 있고, 기존의 문장에서 하얀색 별을 뺀 문장이 축소되어 밑으로 들어가 도시의 역사를 상징하였다. 성경은 일반적인 책으로 대체되었다. 방패 문양 자체는 빨간색, 파란색, 초록색 3색기의 형태로, 빨간색과 파란색은 도시가 러시아의 일부임을 나타냈고, 파란색과 초록색은 강과 숲 등 페름 지역의 자연을 상징하였다. 방패 가운데는 모토빌리힌스키에 있는 러시아 혁명 기념비이다. 기념비 등 전체적인 모양을 감싸는 것처럼 보이는 금색 불빝은 페름의 발전된 전자 및 기계 공학을 상징한다.

### 셋째 문장
1993년 12월 23일 페름에서는 기존의 문장을 복원하였으며, 1998년 6월 9일 1782년 판 문장을 변형한 문장을 채택하였다.